# 南国警察
《南国警察》（英語：Southland，又译《南城警事》、《洛城警事》）是艾美奖得主安·拜德曼全新创造的一部警匪类剧集。全剧主要讲述了洛杉矶警署的数位警探的工作和日常生活。
剧集第一季于2009年4月9日至5月21日在美国NBC台首播，共7集。2009年10月8日，NBC宣布取消该剧第二季的播映计划。
随后，TNT电视台宣布买下该剧第二季的播映权，并于2010年1月12日起播映《南国警察》第一季全7集，并续订了第二季。2010年4月26日，TNT电视台宣布它续订了《南国警察》的第三季，并将于2011年1月开播，共10集。2010年4月26日，TNT电视台宣布续订第三季，新季于2011年1月4日起上映，共10集。起续订要求削减预算，并相应缩减演出人员规模。2011年3月22日，该剧再次获得新一季的预定，第四季于2012年1月17日开始上映，仍为10集。

## 角色
| 演员                 | 角色          | 警衔                                    | 备注                                    |
| -------------------- | ------------- | --------------------------------------- | --------------------------------------- |
| 邁克·庫立茲          | 约翰·库柏     | 高级警员                                | 班·雪曼前培训警官（第1-3季）            |
| 肖恩·海托西          | 萨米·布莱恩   | 二级警探 （第1-3季） 三级警员 （第4季） | 打黑及缉毒司警探，后回到巡逻工作中      |
| 班傑明·麥肯錫        | 班·雪曼       | 一级警员 （第1-3季） 二级警员 （第4季） | 好莱坞区的前新入警官，同萨米·布莱恩搭档 |
| 蕾吉娜·金            | 林迪亚·亚当斯 | 二级警探                                | 西部分局警探                            |
| 汤姆·埃弗里特·斯科特 | 罗素·克拉克   | 二级警探 （第1-3季）                    | 西部分局警探，亚当斯的搭档              |
| 阿里加·巴利吉斯      | 切克·布朗     | 三级警员 （第1-3季）                    | 好莱坞区                                |
| 刘玉玲               | 杰西卡·唐     | 三级警员 （第4季）                      | 警员库帕的搭档                          |
| 卢·戴蒙德·菲利普斯   | 丹尼·弗格森   | 三级警员 （第4季）                      |                                         |
| 凯文·艾利詹卓        | 内特·莫瑞塔   | 二级警探 （第1-3季）                    | 萨米·布莱恩特在打黑及缉毒司时的搭档     |
| 多里恩·米斯克        | 鲁本·罗宾逊   | 一级警探 （第4季）                      | 亚当斯的搭档                            |

### 警官
- 班·雪曼（Ben Sherman）

新手警察，在约翰·库帕警官指导下开始工作。家庭十分富有，父亲是著名律师。但在一次因官司惹上麻烦后，其父抛下妻儿独自逃走，致使其母被歹徒殴打。这给本带来了极大的不安全感，于是开始学习枪法。同时他也无法原谅自己的父亲。在一次办案中，偶遇过去的同学黛西·米兰达，两人陷入爱河。但最终黛西决定给前男友第二次机会，离开了本。
- 约翰·库柏（John Cooper）

本的辅导警官。最初十分好奇本加入警察队伍以及有优秀枪法的原因，并不断盘问。自己透露说其父为杀人强奸犯，仍在监狱服刑。有严重的背痛，但因害怕丢掉工作，不断服用止痛片。前妻劳拉在诊所工作，也是他的止痛药来源之一。常出没于同性恋酒吧，暗示了其性取向。
- 切克·布朗（Chickie Brown）

女警官，十分想加入特警队（SWAT），有一子。对于搭档杜威警官的消极怠工十分气愤，最终向中队长举报了他。
- 比利·杜威（Billy Dewey）

布朗警官的搭档。为了在离婚官司中不让妻子得到自己的养老金，重新上岗，但工作态度消极，嗜酒如命。曾为讨好明星蒂米·戴维斯而丑态百出。得知布朗警官告发自己后，不顾一切的疯狂飚车导致翻车，自己身受重伤。

### 警探
- 萨米·布莱恩特（Sammy Bryant）

反黑组警探。十分呵护其妻泰米，对她的要求几乎有求必应。但在第三季初，其妻泰米与她的照相指导发生了关系，导致婚姻破裂。在家中收留了缉毒犬理查。在侦办一起枪击案时，遇到愿意充当证人的女孩嘉琳娜，和她建立了很亲密的友谊，并想方设法保护她的安全，最终使她被列入证人保护计划。
- 内特·莫瑞塔（Nate Moretta）

反黑组警探。其“妹”梅塞迪实际是他和女友的孩子，他的父母不同意将孙女送给他人，于是就假称是他们的小女儿抚养。而其女知道后十分痛苦，离家出走。内特向梅塞迪解释后，两人同意和解。在第三季初被幫派擊中後腦，送醫後不治。
- 林迪亚·亚当斯 （Lydia Adams）

女警探。由于职业缘故，情感生活不顺利。
- 罗素·克拉克 （Russell Clarke）

亚当斯警探的搭档。在办案中偶遇一位写作教师，由此对于她产生了一种迷恋，导致与妻子蒂娜的关系紧张。在季末时，两人合好，但去邻居家劝架的罗素倒在了男主人的枪下。在第二季被抢救成功。但在第三季中，因不甘于一辈子当一个秘书，从而出卖名人谋杀案的现场照片，却应此导致亚当斯警探被停职调查，最后向局长自首，遭到开除。
- 丹尼尔·萨利格（Daniel Salinger，常被称做Sal）

反黑组的长官。有一女凯米，十分关心她，甚至不惜化名在网上监视其行踪。和电视台记者有一段外遇，但终究还是分开。一次醉酒驾车丢失了佩枪，导致整个部门的忙乱。
- 安迪·威廉斯（Andy Williams）

反黑组警探。已离异。

## DVD发布
| DVD名    | 1区发行日     | 2区发行日     | 4区发行日 | 集数 | 碟数 |
| -------- | ------------- | ------------- | --------- | ---- | ---- |
| 第1季    | 2010年1月26日 | 待定          | 待定      | 7    | 2    |
| 第2季    | 2011年5月24日 | 待定          | 待定      | 6    | 2    |
| 第1、2季 | 待定          | 2011年9月26日 | 待定      | 13   | 3    |
| 第3季    | 待定          | 待定          | 待定      | 10   | 待定 |

## 国际播映
| 国家                              | 电视台                    | 剧集首映                                          |
| --------------------------------- | ------------------------- | ------------------------------------------------- |
| 阿根廷                            | Space                     | 2010年6月10日                                     |
|                                   | GEM                       | 2010年11月                                        |
| 巴西                              | SBT Space                 | 2011年3月14日                                     |
| 保加利亚                          | PRO.BG                    | 2010年1月                                         |
| 加拿大（英语） · 魁北克省（法语） | CTV Super Channel Séries+ | 2009年4月9日（第1季） March 15, 2010 2010年6月5日 |
| 芬兰                              | MTV3                      | 2011年2月23日                                     |
| 法國                              | Orange Cinéchoc           | 2010年1月10日                                     |
| 德国                              | Kabel1                    | 2011                                              |
| 冰島                              | Stöð 2                    | 2010年4月6日                                      |
| 爱尔兰                            | 3e                        | 2010年6月6日                                      |
| 義大利                            | AXN                       | 2010年1月                                         |
| 新西兰                            | TV1                       | 2011年11月                                        |
| 挪威                              | TVNorge                   | 2009年9月28日                                     |
| 葡萄牙                            | Fox Portugal              | 2009年11月30日                                    |
| 南非                              | M-Net Action              | 2010年5月                                         |
| 斯洛維尼亞                        | Kanal A                   | 2011年9月                                         |
| 瑞典                              | TV3                       | 2009年10月7日                                     |
| 土耳其                            | DiziMax                   | 2010年1月                                         |
| 英国                              | More4                     | 2010年7月1日                                      |